# Kamuthi
Kamuthi là một thị xã panchayat của quận Ramanathapuram thuộc bang Tamil Nadu, Ấn Độ.

## Nhân khẩu
Theo điều tra dân số năm 2001 của Ấn Độ, Kamuthi có dân số 13.135 người. Phái nam chiếm 48% tổng số dân và phái nữ chiếm 52%. Kamuthi có tỷ lệ 75% biết đọc biết viết, cao hơn tỷ lệ trung bình toàn quốc là 59,5%: tỷ lệ cho phái nam là 80%, và tỷ lệ cho phái nữ là 71%. Tại Kamuthi, 12% dân số nhỏ hơn 6 tuổi.